# Соляной переулок (Санкт-Петербург)

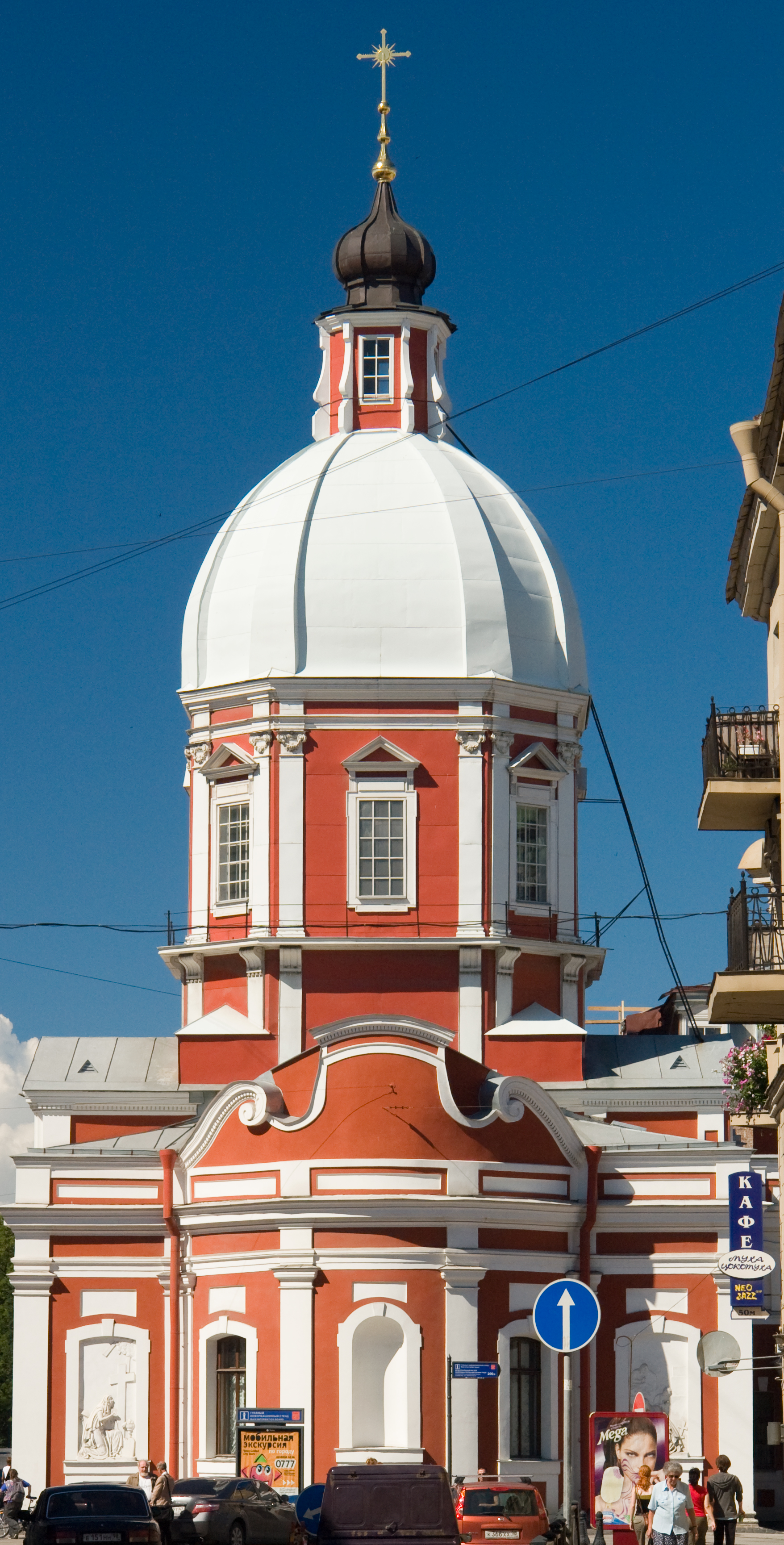
Пантелеймоновская церковь

Соляно́й переу́лок — переулок в Центральном районе Санкт-Петербурга. Проходит от улицы Чайковского до улицы Пестеля.

## История
В 1718 году в этом районе была устроена Партикулярная верфь (верфь для постройки гражданских судов) на Фонтанке напротив Летнего сада. На месте современного Соляного переулка проходил канал, ограждавший территорию верфи с востока. В 1721—1722 годах при верфи была построена первая мазанковая Пантелеймоновская церковь, а в 1735—1739 годах она была перестроена в камне.
После переноса верфи на Выборгскую сторону в 1780-х годах канал был засыпан. На территории верфи были построены амбары для хранения соли и вина, т. н. Соляной городок, от которого и произошло утвердившееся в 1820-х годах название Соляного переулка.
В 2003 году Соляной переулок был реконструирован, на нём создана пешеходная зона. Для движения транспорта часть переулка закрыта, но парковка возможна.
С 2008 года по настоящее время на Соляном переулке проходят занятия Санкт-Петербургского уличного университета. Занятия проводятся под открытым небом, напротив дома № 13, каждое воскресенье с апреля по ноябрь. Лекции посвящены проблемам социогумантиарного знания и критической философии.

## Достопримечательности
С 1870-х годов здания бывшего Соляного городка (дом № 9) использовались как выставочные помещения, там разместились Сельскохозяйственный и Педагогический музеи. В этом же здании в 1946—1952 годах разместился музей обороны Ленинграда, а с 1989 года — Государственный мемориальный музей обороны и блокады Ленинграда. Также с 1906 по 1907 год здесь жил архитектор фон Витте Оскар Оскарович, после чего он переехал в дом 9б Соляного переулка, где прожил с 1907 по 1913 гг.
В доме № 12 размещалась Третья гимназия (ныне — школа № 181 Центрального района), открытая в 1823 году. Эта школа выпустила из своих стен физика Ф. Ф. Петрушевского, медиков Н. Н. Аничкова, В. А. Оппеля, писателей Д. C. Мережковского, С. Я. Маршака, М. М. Зощенко и других.
В 1878—1881 годах построено здание Центрального училища технического рисования барона А. Л. Штиглица (дом № 13, ныне — Санкт-Петербургская государственная художественно-промышленная академия им. А. Л. Штиглица).

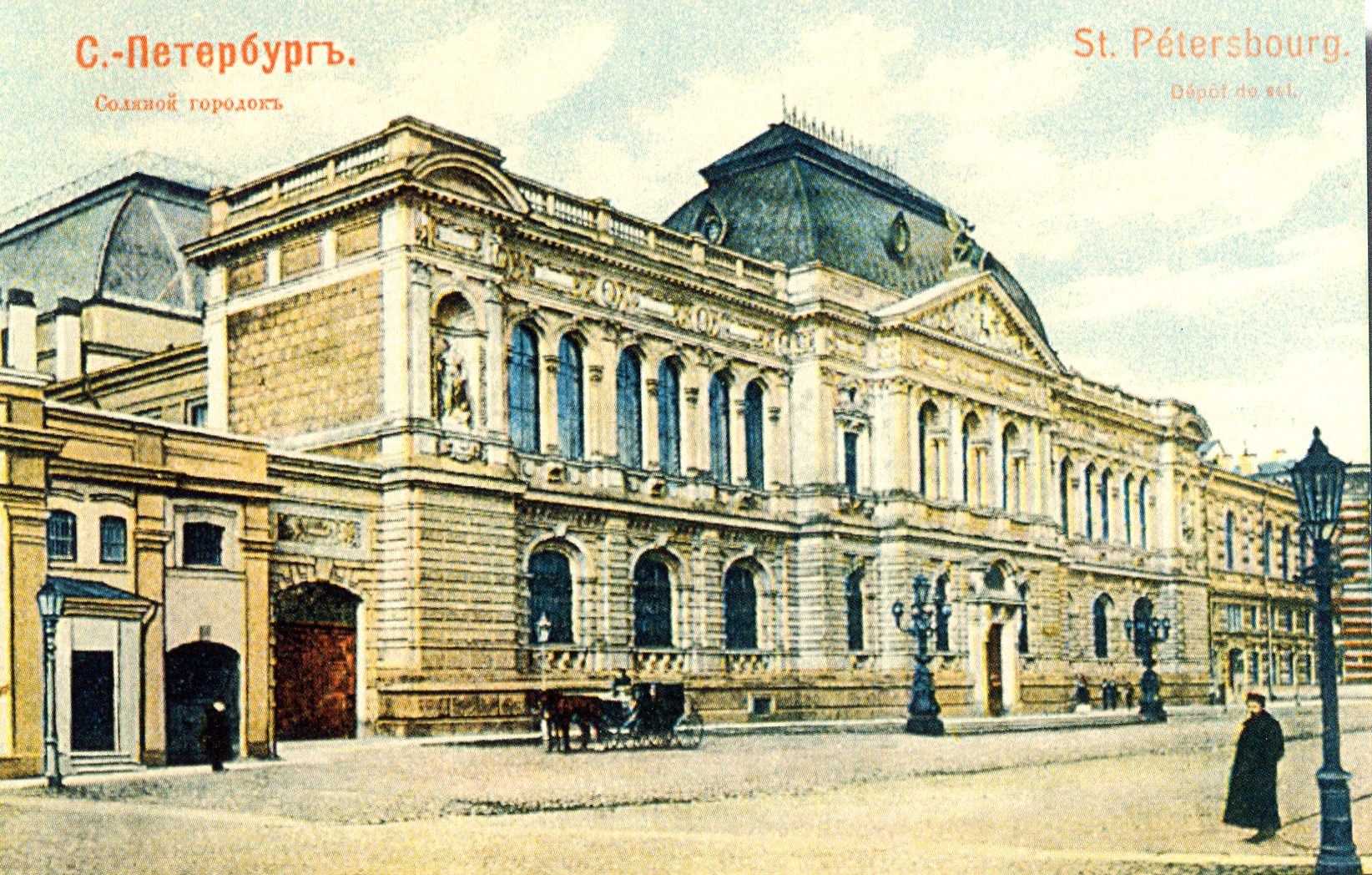
Училище барона Штиглица

В 1885—1896 годах при училище по проекту архитектора М. Е. Месмахер было построено здание музея (дом № 15, ныне — Музей прикладного искусства). Фасад здания украшен скульптурами М. А. Чижова, А. Г. Баумана, В. И. Жилкина и А. И. Лапина.
В доме № 2 в 1830-х годах жил архитектор Д. И. Висконти, здесь же прошли младенческие годы композитора А. П. Бородина; в доме № 6 прошло детство композитора П. И. Чайковского; в доме № 7 в 1889—1896 годах жил М. И. Калинин. В здании на месте дома № 8 находился не сохранившийся музей «Старый домик», принадлежавший артисту Ю. Э. Озаровскому.
В доме 9б в 1930-х годах располагался Всесоюзный учебный комбинат имени т. Молотова. После войны вуз был перемещён в новые корпуса на улице Ивана Черных.